# Flixecourt
Flixecourt är en kommun i departementet Somme i regionen Hauts-de-France i norra Frankrike. Kommunen ligger i kantonen Picquigny som tillhör arrondissementet Amiens. År 2022 hade Flixecourt 3 247 invånare.

## Befolkningsutveckling
Antalet invånare i kommunen Flixecourt
| Referens: INSEE |